# Mesanthura punctillata
Mesanthura punctillata är en kräftdjursart som beskrevs av Brian Frederick Kensley 1982. Mesanthura punctillata ingår i släktet Mesanthura och familjen Anthuridae. Inga underarter finns listade i Catalogue of Life.